# Hydraena kwangsiensis
Hydraena kwangsiensis är en skalbaggsart som beskrevs av Pu 1951. Hydraena kwangsiensis ingår i släktet Hydraena och familjen vattenbrynsbaggar. Inga underarter finns listade i Catalogue of Life.